# Bezirk Cémaco
Cémaco ist ein Bezirk (distrito) des indigenen Territoriums Emberá-Wounaan in Panama. Die Einwohnerzahl betrug laut Volkszählung 2023 9547.

## Gliederung
Der Bezirk Cémaco ist administrativ in folgende Corregimientos unterteilt:
- Cirilo Guaynora (mit der Hauptstadt Unión Chocó)
- Lajas Blancas
- Manuel Ortega